# Хрест бойових заслуг
Хрест бойови́х заслу́г — державна нагорода України — відзнака Президента України, встановлена для відзначення військовослужбовців Збройних Сил України та інших військових формувань, утворених відповідно до законів України, за видатну особисту хоробрість та відвагу або видатний геройський вчинок під час виконання бойового завдання в умовах небезпеки для життя та безпосереднього зіткнення із супротивником; видатні успіхи в управлінні військами (силами) під час ведення воєнних (бойових) дій.
Автор дизайну відзнаки — Олександр Лєжнєв.

## Історія нагороди

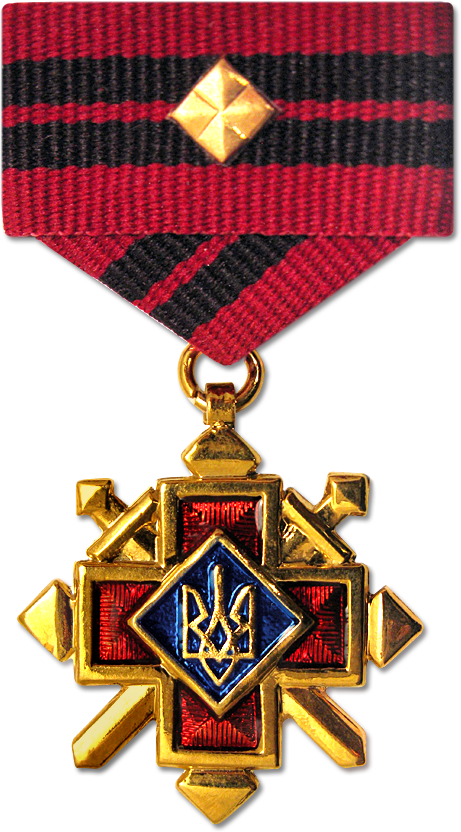
Хрест Бойової Заслуги УПА

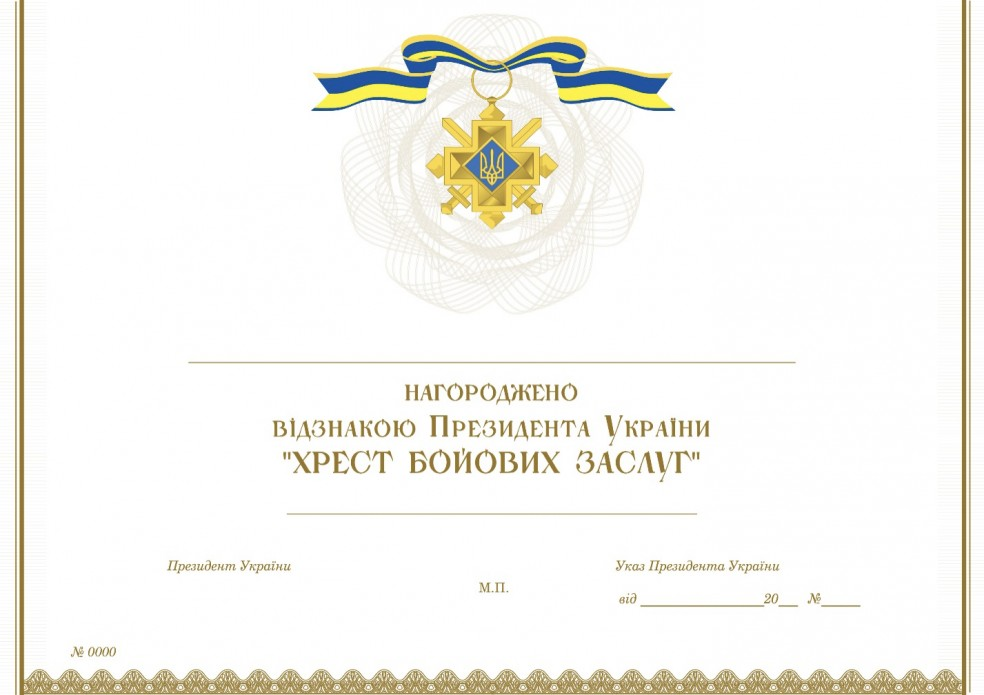
Зразок бланка диплома до відзнаки Президента України «Хрест бойових заслуг»

Дизайн нагороди зроблений на основі історичної нагороди Хрест Бойової Заслуги Української повстанської армії та Української головної визвольної ради, але стрічка має кольори сучасного прапора України, а не прапора ОУН, а мечі направлені догори на знак перемоги. Нагороди УПА були запроваджені ще наказом ГК УПА (ч.3/44 від 27 січня 1944 р.), проте їхньої візуалізації не було до квітня 1950 року. Дизайн нагороди розробив художник УПА Ніл Хасевич.
Відзнака Президента України «Хрест бойових заслуг» заснована Указом Президента України Володимира Зеленського 5 травня 2022 року.
6 травня 2022 року Володимир Зеленський вручив перші бойові відзнаки незалежної України — Хрест бойових заслуг. Першим кавалером Хреста бойових заслуг став Головнокомандувач Збройних Сил України генерал Валерій Залужний, який із початку збройної агресії Росії успішно організував оборону держави й особисто очолив героїчне протистояння ЗСУ цьому вторгненню.
21 грудня 2022 року під час візиту у США Президент України Володимир Зеленський на прохання українського військового Павла Чернявського, нагородженого Хрестом бойових заслуг, передав нагородні атрибути його відзнаки Президенту США Джо Байдену на знак вдячності за неоціненну підтримку України і той внесок, який зробили Сполучені Штати у посилення української обороноздатності.
20 лютого 2025 року старший лейтенант Іван Козін першим був нагороджений Хрестом бойових заслуг вдруге (Срібна дубова гілка).

## Положення про відзнаку

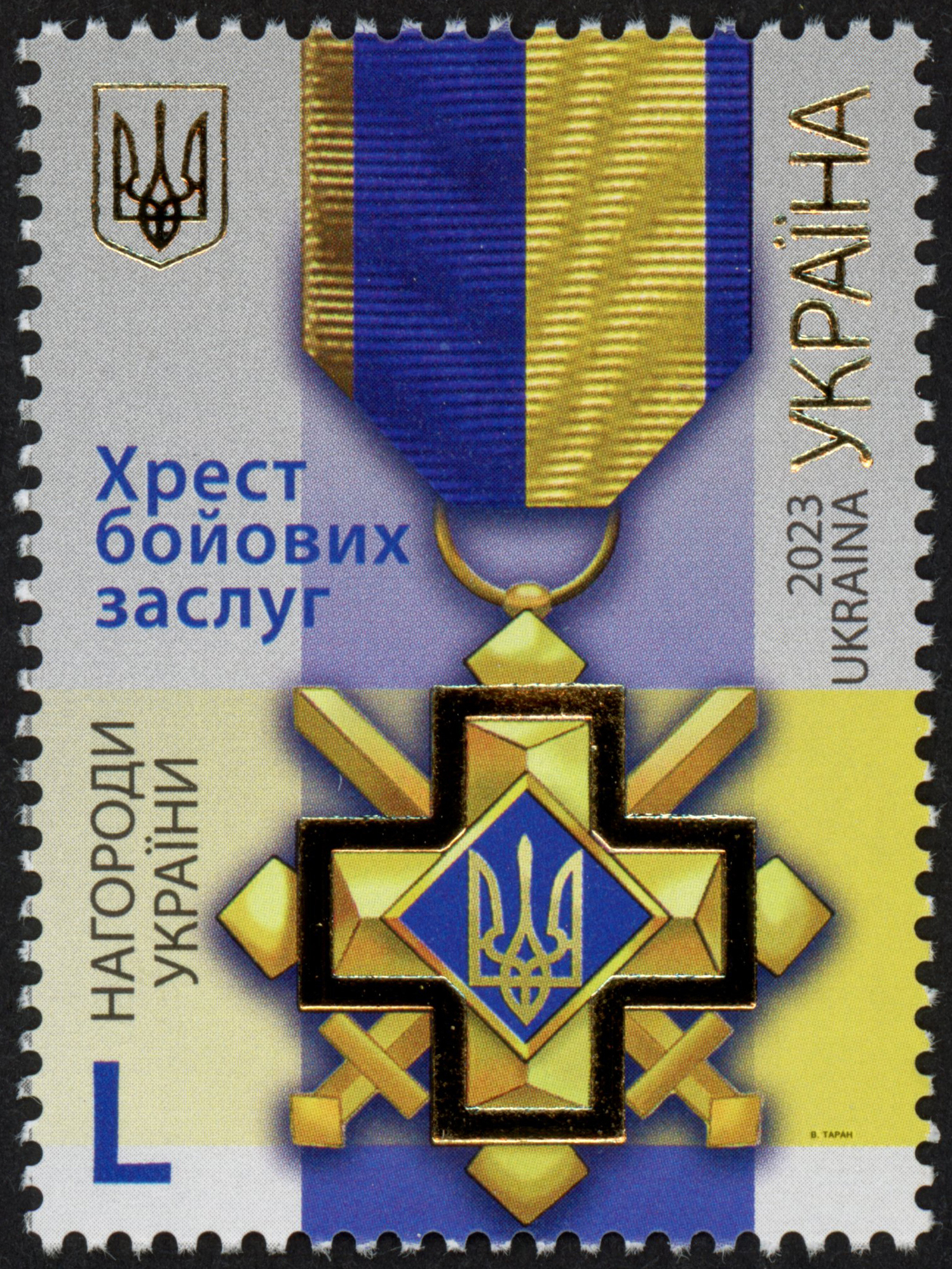
Хрест бойових заслуг на поштовій марці України № 2063 (2023 р.)

- Хрестом бойових заслуг можуть бути нагороджені громадяни України, іноземці та особи без громадянства.
- Нагородження Хрестом бойових заслуг провадиться указом Президента України.
- Нагородження Хрестом бойових заслуг може бути проведено посмертно.
- Одна й та сама особа може бути нагороджена Хрестом бойових заслуг не більше трьох разів.
- Представлення до нагородження Хрестом бойових заслуг та вручення цієї нагороди провадяться відповідно до Порядку представлення до нагородження та вручення державних нагород України, затвердженого Указом Президента України від 19 лютого 2003 року N 138.
- Особі, нагородженій Хрестом бойових заслуг вперше, вручаються хрест у футлярі та диплом, а вдруге і третє — знак для розміщення на стрічці хреста, знак про нагородження для розміщення на планці хреста в футлярі, а також диплом. У разі нагородження вдруге та втретє в дипломі нижче назви відзнаки зазначається відповідно: «(Срібна дубова гілка)» та «(Золота дубова гілка)».

## Опис відзнаки
Хрест бойових заслуг виготовляється зі срібла з позолотою і має вигляд прямого рівностороннього хреста, кінці якого завершуються п'ятикутниками, накладеного на схрещені мечі вістрями догори. Промені хреста — грановані. У центрі хреста ромб, покритий напівпрозорою емаллю синього кольору, в якому вміщене зображення Знака Княжої Держави Володимира Великого. Усі зображення рельєфні. Розмір хреста — 40 мм. Зворотний бік хреста плоский, з вигравіруваним номером.
За допомогою вушка та кільця хрест сполучається зі стрічкою, протягнутою через кільце і складеною вдвоє із загнутими біля кільця кутами. На зворотному боці стрічки у верхній частині — пристрій для фіксації кінців стрічки та кріплення до одягу. Стрічка хреста шовкова муарова з поздовжніми смужками: золотистого кольору шириною 3 мм, синього — 11 мм, жовтого — 11 мм, синього — 3 мм.
Знак про нагородження вдруге для розміщення на стрічці виготовляється зі срібла і є рельєфним зображенням дубової гілки. На зворотному боці гілки — клямер для кріплення до стрічки. Знак про нагородження вдруге для розміщення на планці виготовляється зі срібла і є чотирикутною зіркою з двогранними променями розміром 10 мм. На зворотному боці зірки — клямер для кріплення до планки.
Знак про нагородження втретє для розміщення на стрічці виготовляється зі срібла з позолотою і є рельєфним зображенням дубової гілки. На зворотному боці гілки — клямер для кріплення до стрічки. Знак про нагородження втретє для розміщення на планці виготовляється зі срібла з позолотою і є чотирикутною зіркою з двогранними променями розміром 10 мм. На зворотному боці зірки — клямер для кріплення до стрічки (планки).
Знак про нагородження вдруге (втретє) розміщується по центру стрічки (планки).
Планка Хреста бойових заслуг — прямокутна металева пластинка, обтягнута відповідною стрічкою. Розмір планки: висота — 12 мм, ширина — 28 мм.
Мініатюра Хреста бойових заслуг — зменшене зображення хреста без стрічки розміром 17 мм. Мініатюра виготовляється із жовтого металу. На зворотному боці мініатюри — голка і цанговий затискач для прикріплення до одягу.
В футлярі зі знаком, що вручається нагородженому, також знаходиться не зазначена в указі про встановлення нагороди додаткова стрічка хреста червоно-чорного кольору, подібна до стрічки історичної нагороди Хрест Бойової Заслуги.

Планка Хреста бойових заслуг
для нагороджених вперше
для нагороджених вдруге
для нагороджених втретє

## Послідовність розміщення знаків державних нагород України
- Відзнаку Президента України «Хрест бойових заслуг» носять на грудях зліва нижче орденів «Золота Зірка» та Держави звання Герой України та перед іншими державними нагородами. У випадку нагородження вдруге та втретє нагороджений розміщує на стрічці відповідний знак.
- Замість хреста нагороджений може носити планку (на форменому одязі) або мініатюру (на цивільному одязі). Планку хреста носять на грудях зліва і за наявності у нагородженого планок інших нагород розміщують перед ними. У випадку нагородження вдруге та втретє носиться лише одна планка хреста з відповідним знаком. Мініатюру носять на грудях зліва.